# Microcharon antonellae
Microcharon antonellae là một loài chân đều trong họ Microparasellidae. Loài này được Galassi miêu tả khoa học năm 1991.